# Synagoga v Meclově
Bývalá synagoga v Meclově byla postavena v obci Meclov roku 1856. Stojí v centru obce nedaleko obecního úřadu s č.p. 51.
V interiéru se z původních stavebních prvků dochovaly pouze výklenky a lemování. Do roku 2004 byla využívána jako požární zbrojnice, v současnosti slouží jako zázemí pro technické služby obecnímu úřadu, který ji průběžně rekonstruuje.